# Мала чиопа
Мала чиопа (лат. Apus affinis) мала је врста чиопе која живи у Азији и Африци. Среће се како у урбаним областима, тако и на литицама где гради гнезда типична за цео ред чиопа и сродника Apodiformes. Некадашња источна популација је сада подељена од западне и назива се кућна чиопа (лат. Apus nipalensis).

## Опис
Име рода Apus је латинско име за чиопу, мада су их у античко време сматрали врстама ласте без ногу (од стгрч. α, а, "без" и стгрч. πούς, поус, "стопало"). Специјски део имена лат. affinis значи сличан или сродан, али у случају мале чиопе није баш из описа најјасније којој врсти. Мала чиопа се лако препознаје по својој ситној грађи. Распон крила је око 33 центиметра, што је доста мање од распона црне чиопе који је око 42 центиметра. Тело је црне боје осим надрепка и гуше. Има кратак, равно исечени кљун. Лет ове врсте јако подсећа на лет градске ласте. Ова птица има јако кратке ноге које употребљава за пузање уз вертикалну подлогу. Оглашава се високотонским пиштањем.

## Екологија
Мала чиопа гради гнездо у рупама на зградама, а понекад и на литицама, где полаже 1—4 јаја. Чиопа се сваке године враћа на исто место гнежђења, а по потреби обнавља гнездо. Врста гриња лат. Cimex hemipterus је откривена у гнездима ове врсте.
Мала чиопа већину свог живота проводи у ваздуху, хранећи се инсектима које хвата кљуном. Воду пије такође у лету, а одмара се у вертикалном положају на литицама или зидовима.

## Распрострањење
Мала чиопа се гнезди на погодним стаништима и литицама у јужној Шпанији, даље од афричког североистока до јужног Пакистана, Индије и Шри Ланке. За разлику од северније црне чиопе, већина птица су станарице, док је неки део популације миграторан, са зимовалиштима даље на југ њиховог ареала распрострањења. Лутају током сеобе па се могу срести у Европи и Азији.

## Галерија
- У Индији
- На гнежђењу у Хајдерабаду, Индија
- Јаја лат. Apus affinis